# Качин, Вячеслав Германович
Вячеслав Германович Качин (род. 18 октября 1964, Москва) — поэт, член Российского союза писателей, автор трёх поэтических сборников «Два рубля до Луны», «Человек, которому надо…», «Всё приближение моё…», выпущенных Российским союзом писателей, автор более двухсот текстов разных поп-рок исполнителей. В прошлом — актёр театра им. Ермоловой, участник рок-групп «Кит», «СС-20» и «Кеды», а также гитарист Любови Успенской.
Сын советского и российского актёра Германа Качина, внук советского учёного, физика-ядерщика Сергея Чугунова.

## Раннее творчество
- С 1981 года по 1982 год: гитарист группы «Санкт-Петербург» (г. Москва)
- С 1982 года по 1985 год: Служба в ВМФ
- С 1985 года по 1987 год: Работа дворником, лаборантом, почтальоном, постановщиком декораций на Мосфильме и ежедневные упражнения в игре на гитаре
- С 1987 года по 1988 год: Училище им. Щепкина, актёрский факультет
- С 1988 года по 1992 год: ГИТИС, актёрский факультет успешно закончен
- С 1992 года по 1993 год: рок-группа «Kach in Band»
- С 1993 года по 1994 год: рок-группа «Курилы»
- С 1994 года по 1995 год: рок-группа «Доза»
- С 1995 года по 1996 год: рок-группа «СС-20»
- С 1996 года по 1997 год: саксофонист, клавишник Любови Успенской
- С 1997 года по 1998 год: рок-группа «КиТ»
- С 1998 года по 1999 год: гитарист Кати Лель
- С 1999 года по настоящее время: лидер группы «Kedbl»

## 1980-е
Первая рок-группа была создана Вячеславом Качиным в 1978 году в школе совместно с одноклассником Андреем Родиным (ныне группа «Тайм-Аут», барабаны). В 1981 году Качина приглашают в профессиональную группу «Санкт-Петербург» в качестве гитариста. После успешной сдачи программы художественному совету группа начинает гастроли по СССР, но в 1982 году Качина призывают в ВМФ. 
Завершив в 1985 году срочную службу, Качин на протяжении двух лет пытается возобновить свою музыкальную деятельность, но все попытки найти единомышленников оказываются безуспешными. И в 1987 году Качин переориентируется в сторону театра и кино и поступает в Театральное училище им. Щепкина на курс Юрия Соломина, но через год Соломин отчисляет Качина за его свободолюбивый нрав и протестные, антикоммунистические взгляды, хотя официально причиной отчисления указывается «аморальный облик». В следующем году Качин поступает в Гитис (ныне Российская академия театрального искусства) на актёрский факультет в мастерскую Владимира Андреева. В конце второго курса Андреев приглашает Качина в театр им. Ермоловой. Окончив институт в 1992 году, Качин сосредотачивается на рок-музыке и свою деятельность в качестве драматического актёра сокращает до съёмок в кино и клипах, отказавшись от работы на театральной сцене.

## Настоящее время
Переиграв в разных музыкальных группах, Качин в 1999 году создаёт группу «Kedbl». В разное время в Кедах играют такие музыканты как Владимир Лёвкин, Сергей Крынский (экс-басист певицы Мары, группы «Никель», басист группы «СерьГа», П. Зюзин (барабанщик групп «Чёрный Кофе», «Каре», «СС-20»), В. Михайлов (экс-басист групп «Коррозия Металла», «Дубль-1» и др.). В 2005 году продюсером группы «Kedbl» становится Дмитрий Хакимов («Наив», «Блондинка Ксю», «Агата Кристи», «Глеб Самойлоff&the Matrixx»). 
В 2008 году Качин полностью обновляет состав группы, и в неё приходят молодые музыканты Дмитрий Клочков (бас, вокал), и Артём Пыльнов (барабаны). В таком составе в 2009 году «Кеды» выпускают свой шестой альбом. После выхода альбома «Валидол» Качин начинает всё больше и больше времени уделять время поэзии, а затем прекращает деятельность группы и посвящает свой творческий путь только поэтическому искусству.

## Дискография
С участием в группе «КиТ»
- Фламандия (1998)

С участием в группе Kedbl
- Fломастером (2000)
- ZAпанки (2002)
- 40 уколов (2005)
- Боль серебро (2006)
- Вдох выдох (2007)
- Официальный mp3 (2007)
- Валидол (2009)

## Видеоклипы
- Рыбалка (2001)
- Одноклассница (2001)
- Новогодняя (2001)
- Пошли все на (2004)
- Молодой автобус (2004)
- Такие дела (2006)
- Рыбалка-2 (2007)
- 2 серьги (2007)
- Пока (2009)

## Трибьюты
- Сектор Газа — Богатые тоже плачут
- НАИВ — Я ложусь спать
- Ramones — I Makin' Monsters For My Friends

## Интересные факты
- В 1998 году Качин знакомится с известным американским продюсером Джерри Финном и в 2004 году отправляет ему пять треков группы «Kedbl» с альбома «40-Уколов», после чего Финн предлагает несколько совместных концертов в качестве саппорта с группой «Blink-182», но вскоре группа «Blink-182» прекращает своё существование, а в 2008 году Джерри Финн умирает от инсульта.
- Качин является обладателем достаточно редкого инструмента — «Gibson Les Paul Custom» 1971 года;, эта экспериментальная серия была выпущена в период с 1971 по 1973 годы количеством около 100 экземпляров в городе Каламазу, США.